# Mario Rossi (linguiste)
Pour les articles homonymes, voir Mario Rossi et Rossi.
Mario Rossi, né en 1928 à Digoin (Saône-et-Loire) est un universitaire et linguiste français. 

## Biographie
Il passe son enfance à Saint-Yan (Saône et Loire) puis suis ses études à Lyon. Il obtient l'agrégation et passe une thèse en linguistique. Il est nommé professeur à l'université de Provence où il dirige le laboratoire CNRS Parole et Langage. 

## Ouvrages
- Précis de phonétique de l'italien avec Pierre Antonetti, la Pensée universitaire, Aix-en-Provence, 1970
- Les lapsus ou Comment notre fourche a langué avec Évelyne Peter-Defare, PUF, Paris, 1998
- L'intonation, le système du français description et modélisation, Ophrys, Paris, 1999
- Dictionnaire étymologique et ethnologique des parlers brionnais, Publibook, , Paris, 2004
- Les noms de lieux du Brionnais-Charolais, témoins de l’histoire du peuplement et du paysage, Publibook, Paris 2010.